# 乌吉反应
乌吉反应（德語：Ugi-Reaktion）是一分子醛或酮、一分子胺、一分子异腈以及一分子羧酸缩合生成α-酰氨基酰胺的多组分反应。
反应由德国化学家伊瓦尔·卡尔·乌吉于1959年首先报道。
反应是放热反应，通常在加入异腈后数分钟内即可完成，条件温和。反应物浓度较高时（0.5M－2.0M）时，产率也较高。在极性非质子溶剂如二甲基甲酰胺中进行时效果一般较好，但也可用甲醇和乙醇作为反应溶剂。
反应具有较高的原子经济性，总反应只生成一分子水副产物。反应产率也一般较高。最近研究显示水溶液的使用对反应有加速作用。
反应综述：

## 反应机理
首先胺与醛／酮失水缩合为亚胺，亚胺被羧酸质子化为亚胺离子，亚胺离子与异腈发生亲核加成生成腈鎓离子，然后羧酸负离子进攻异腈的碳原子生成另一个亚胺中间体8，最后8发生Mumm重排反应，发生酰基转移生成乌吉产物。
乌吉的前几步反应都可逆，整个反应的驱动力是最后一步重排，酰基的转移生成了热力学上稳定的酰胺化合物。

## 变体

### 底物变化
乌吉反应的底物适用性很广，其中酸组分除了羧酸以外，还可以是无机酸，如氢硫酸、叠氮酸或氰酸等，甚至可以是二级铵盐。羰基组分可以是醛也可以是酮。胺组分可以是一级胺、二级胺，也可以是肼、羟胺或脲。
当乌吉反应所需的两种官能团同存在于一个分子内时，利用该双官能团化合物与另外两个组分进行该反应可以得到不同类型的含氮杂环化合物。
例如，β-氨基酸与对硝基苯甲醛反应，经过分子内酰基转移成环可得β-内酰胺。

### 串联反应与一锅反应
| 乌吉-狄尔斯-阿尔德反应 |  | 乌吉-斯迈尔斯反应 |
| 乌吉-狄尔斯-阿尔德反应 |  | 乌吉-斯迈尔斯反应 |

| 乌吉-布赫瓦尔德-哈特维希反应 |  | 乌吉-赫克反应 |
| 乌吉-布赫瓦尔德-哈特维希反应 |  | 乌吉-赫克反应 |

## 应用
乌吉反应在化学很多领域都有比较广泛的应用。通过这个反应可以得到产率高的α-氨基酸、多肽、β-内酰胺、氨基甲酸酯、四唑、乙内酰脲等衍生物。由于乌吉反应的高效性和汇聚性，以及它的四种组分都能很方便地连在树脂上，它在组合化学和多样性导向合成中也有比较广泛的应用前景。
许多卡因类型的麻醉药如利多卡因和布比卡因都可以通过该反应制取。针对HIV感染的药物茚地那韦也可通过该法合成。